# Roadsinger
"Roadsinger (To Warm You Through The Night)" è un album discografico di Yusuf Islam (noto anche come Cat Stevens) pubblicato il 5 maggio, 2009 per l'etichetta A&M Records.

## Tracce
1. Welcome Home – 4:23
2. Thinking 'Bout You – 2:31
3. Everytime I Dream – 3:09
4. The Rain – 3:26
5. World O' Darkness – 2:23
6. To Be What You Must – 3:25
7. This Glass World – 2:02
8. Roadsinger – 4:09
9. All Kinds Of Roses – 2:38
10. Dream On (Until...) – 1:56
11. Shamsia – 1:29